# Peter Miles
Peter Miles (1928. augusztus 29. – 2018. február 26.) angol színész.

## Filmjei

### Mozifilmek
- Valerie (1972)
- A sas leszállt (The Eagle Has Landed) (1976)
- L’amour en question (1978)
- Titkos világ (The Whistle Blower) (1986)
- Kis Dorrit (Little Dorrit) (1987)
- The Punk (1993)
- The Few Doctors (1997, rövidfilm)
- Monarch (2000)

### Tv-filmek
- Imperial Palace (1969)
- Fathers and Sons (1971)
- A Place in the Sun (1972)
- The Hanged Man (1975)
- The Stars Look Down (1975)
- The Hill of the Red Fox (1975)
- Prometheus: The Life of Balzac (1975)
- The Madness (1976)
- Disraeli (1978)
- Invasion (1980, dokumentumfilm)
- Nikolai (1988)

### Tv-sorozatok
- Armchair Theatre (1968, egy epizódban)
- Vendetta (1968, egy epizódban)
- Softly Softly (1968, egy epizódban)
- Sherlock Holmes (1968, két epizódban)
- Detective (1968–1969, két epizódban)
- Z Cars (1968–1977, hat epizódban)
- The Inside Man (1969, egy epizódban)
- The Troubleshooters (1969, egy epizódban)
- Fraud Squad (1969, egy epizódban)
- Paul Temple (1969–1971, két epizódban)
- The Borderers (1970, egy epizódban)
- Doomwatch (1970, egy epizódban)
- Thirty-Minute Theatre (1970, egy epizódban)
- The Doctors (1970, három epizódban)
- Ki vagy, doki? (Doctor Who) (1970–1975, 17 epizódban)
- Dixon of Dock Green (1971, egy epizódban)
- Justice (1971, egy epizódban)
- The Man Outside (1972, egy epizódban)
- Fly Into Danger (1972, egy epizódban)
- Colditz (1972, egy epizódban)
- Új Scotland Yard (New Scotland Yard) (1972–1974, három epizódban)
- Crown Court (1973, két epizódban)
- Moonbase 3 (1973, két epizódban)
- Then and Now (1973, egy epizódban)
- The Dragon's Opponent (1973, egy epizódban)
- Warship (1973, 1977, két epizódban)
- Within These Walls (1974, egy epizódban)
- Special Branch (1974, egy epizódban)
- The Sweeney (1975, egy epizódban)
- Spy Trap (1975, egy epizódban)
- Survivors (1975, egy epizódban)
- The Main Chance (1975, egy epizódban)
- Poldark (1976, egy epizódban)
- BBC2 Play of the Week (1977, egy epizódban)
- The Sandbaggers (1978, egy epizódban)
- Blake's 7 (1978–1979, két epizódban)
- Hazell (1979, egy epizódban)
- Intimate Contact (1987, egy epizódban)
- Bergerac (1990, egy epizódban)
- The Bill (1993, egy epizódban)